# Liste der Kulturdenkmäler in Großholbach
In der Liste der Kulturdenkmäler in Großholbach sind alle Kulturdenkmäler der rheinland-pfälzischen Ortsgemeinde Großholbach aufgeführt. Grundlage ist die Denkmalliste des Landes Rheinland-Pfalz (Stand: 21. Dezember 2021).

## Einzeldenkmäler
| Bezeichnung                                    | Lage                               | Baujahr                  | Beschreibung | Bild                           |
| ---------------------------------------------- | ---------------------------------- | ------------------------ | --- | ------------------------------ |
| Wohnhaus                                       | Hauptstraße 1 Lage                 | 18. Jahrhundert          | Fachwerkhaus, 18. Jahrhundert | Fotos hochladen                |
| Wohnhaus                                       | Kirchstraße 7 Lage                 | 18. Jahrhundert          | Fachwerkhaus, teilweise verputzt, 18. Jahrhundert, Fachwerknebengebäude, wohl aus dem 18. Jahrhundert                                                                       | weitere Bilder Fotos hochladen |
| Katholische Pfarrkirche Heilige Dreifaltigkeit | Kirchstraße 11 Lage                | 1738                     | barocker Saalbau, 1738, 1936/37 erweitert; Kruzifix, Holz, 18. oder 19. Jahrhundert                                                                                         | weitere Bilder Fotos hochladen |
| Pfarrhaus                                      | Kirchstraße 13 Lage                | um 1800                  | Krüppelwalmdachbau, verputzt, Fachwerk wohl um 1800 (?) | Fotos hochladen                |
| Hofanlage                                      | Lindenstraße 5 Lage                | 17. oder 18. Jahrhundert | Hofanlage; Fachwerkhaus, teilweise massiv, 17. oder 18. Jahrhundert; Fachwerkscheune, teilweise massiv                                                                      | Fotos hochladen                |
| Hofanlage                                      | Lindenstraße 8 Lage                | 17. Jahrhundert          | Streckhof; Wohnhaus, teilweise massiv, verkleidet, Fachwerk aus dem 17. Jahrhundert                                                                                         | Fotos hochladen                |
| Bildstock                                      | Lindenstraße, gegenüber Nr. 9 Lage | 1758                     | Bildstock, Trachyt, bezeichnet 1758 | weitere Bilder Fotos hochladen |
| Hofanlage                                      | Lindenstraße 10 Lage               | 17. oder 18. Jahrhundert | Streckhof; Wohnhaus, teilweise massiv, verputzt, Fachwerk wohl aus dem 17. oder 18. Jahrhundert; Fachwerkscheune mit Niederlass, teilweise massiv, 17. oder 18. Jahrhundert | Fotos hochladen                |